# Thecla werneri
Thecla werneri är en fjärilsart som beskrevs av Erich Martin Hering och Hopp 1925. Thecla werneri ingår i släktet Thecla och familjen juvelvingar. Inga underarter finns listade i Catalogue of Life.